# کوستیانتین کووالنکو
کوستیانتین کووالنکو (اوکراینی: Костянтин Петрович Коваленко؛ زادهٔ ۵ دسامبر ۱۹۸۶) بازیکن فوتبال است.
وی همچنین در تیم ملی فوتبال Ukraine U-19 بازی کرده‌است.